# Dauphin (sommergibile)
Il Dauphin è stato un sommergibile appartenente alla Marine nationale, quarta unità della classe Requin. Fu varato dall'arsenale di Tolone nell'aprile 1925. Unità con un lungo servizio di routine, nel 1941 entrò in disarmo a Biserta e fu catturato dagli italo-tedeschi alla fine del 1942; passato alla Regia Marina, fu affondato a Pozzuoli dagli stessi tedeschi dopo essersene impossessati, alcuni giorni dopo l'8 settembre.

## Caratteristiche tecniche
Il Dauphin era lungo 78,3 metri e poteva operare fino a una profondità di 80 metri. In emersione aveva un dislocamento a pieno carico di 1 168 tonnellate ed era spinto da due motori Diesel (Sulzer o Schneider et Cie) che sviluppavano 2 900 shp e garantivano un'autonomia di 6 650 miglia a 10 nodi (12 316 chilometri a 19 km/h). In immersione la spinta era invece fornita da due 2 motori elettrici (1 800 shp) con una molto più modesta autonomia di 105 miglia a 5 nodi (1 945 chilometri a 9,5 km/h). L'armamento era articolato su dieci tubi lanciasiluri da 550 mm, un cannone da 100 mm e un paio di mitragliatrici. L'equipaggio era di 54 uomini.

## Servizio operativo
Il sommergibile Dauphin fu ordinato nel programma navale della Marine nationale del 1922, inizialmente con il denominativo "Q120". La sua chiglia fu impostata nel cantiere navale dell'arsenale di Tolone l'11 dicembre di quell'anno e il varo avvenne il 2 aprile 1925; fu completato il 22 novembre 1927.
Assegnato alle acque dell'Impero coloniale francese d'Africa, negli anni successivi espletò un regolare servizio di addestramento intervallato da pattugliamenti. Tra il 1935 e il 1937 andò incontro a una manutenzione completa, al ricambio delle logorate macchine e all'aggiunta di una mitragliatrice pesante da 13 mm sulla falsatorre, al posto delle due originarie mitragliatrici da 8 mm. Con l'inizio della seconda guerra mondiale nel settembre 1939, il Dauphin  (LV B J J Petit) e gli altri esemplari della classe condussero crociere di vigilanza al largo dell'Africa e anche nel mar Mediterraneo, in collaborazione con la Royal Navy. Il 22 giugno 1940 la Francia siglò l'armistizio con la trionfante Germania nazista e due giorni dopo anche con l'Italia fascista. Nei termini della resa il Dauphin, che si trovava agli ormeggi a Biserta con svariati altri sommergibili, dovette rimanere fermo in porto e fu posto in disarmo il 28 febbraio 1941. Nel novembre-dicembre 1942 l'Asse occupò il protettorato tunisino e i tedeschi si appropriarono del Dauphin e di altri tre battelli della classe, che cedettero l'8 dicembre agli alleati italiani. La Regia Marina ridenominò il Dauphin come FR 115, lo spostò a Pozzuoli e cercò di rimetterlo in piena efficienza. L'8 settembre fu reso pubblico l'armistizio di Cassibile e, a Pozzuoli, le maestranze ordinarono di autoaffondare diverse unità, compreso il vecchio Dauphin ancora ai lavori: il battello però fu catturato dai tedeschi in arsenale il 9. Poiché le forze anglo-statunitensi stavano aprendosi la strada da Salerno e risalendo la Puglia e visto che l'ex unità francese era comunque obsoleta e inoperabile, il 15 i tedeschi la fecero affondare poco fuori Pozzuoli prima di lasciare la città.
Un'altra fonte afferma, invece, che le truppe tedesche a Pozzuoli completarono l'affondamento del Dauphin già l'11 settembre 1943.